# Kanga Akale
Kanga Gauthier Akale (Abidjan, 7 maart 1981) is een voormalig voetballer uit Ivoorkust. Hij speelde op huurbasis bij Olympique Marseille. In juni 2007 tekende hij een 4-jarig contract bij RC Lens en in januari 2008 werd hij verhuurd aan Olympique Marseille.
Akale speelde 35 keer voor het Ivoriaans voetbalelftal en scoorde twee keer voor zijn vaderland. In 2006 speelde hij het Wereldkampioenschap voetbal 2006.